# Calanque de Sugiton
La calanque de Sugiton est située au sein du massif des Calanques, dans le sud de l'agglomération marseillaise, près du site universitaire de Luminy. Alors que la toute proche calanque de Morgiou se situe dans le quartier des Baumettes, la calanque de Sugiton fait partie du quartier du Redon.
À une dizaine de mètres du rivage, émerge un îlot rocheux emblématique, portant le nom de « rocher du Torpilleur » en raison de sa ressemblance avec un navire de guerre. Il est parfois appelé « Le Cygne », son aspect évoquant cet oiseau voguant à la surface des flots.

## Caractéristiques

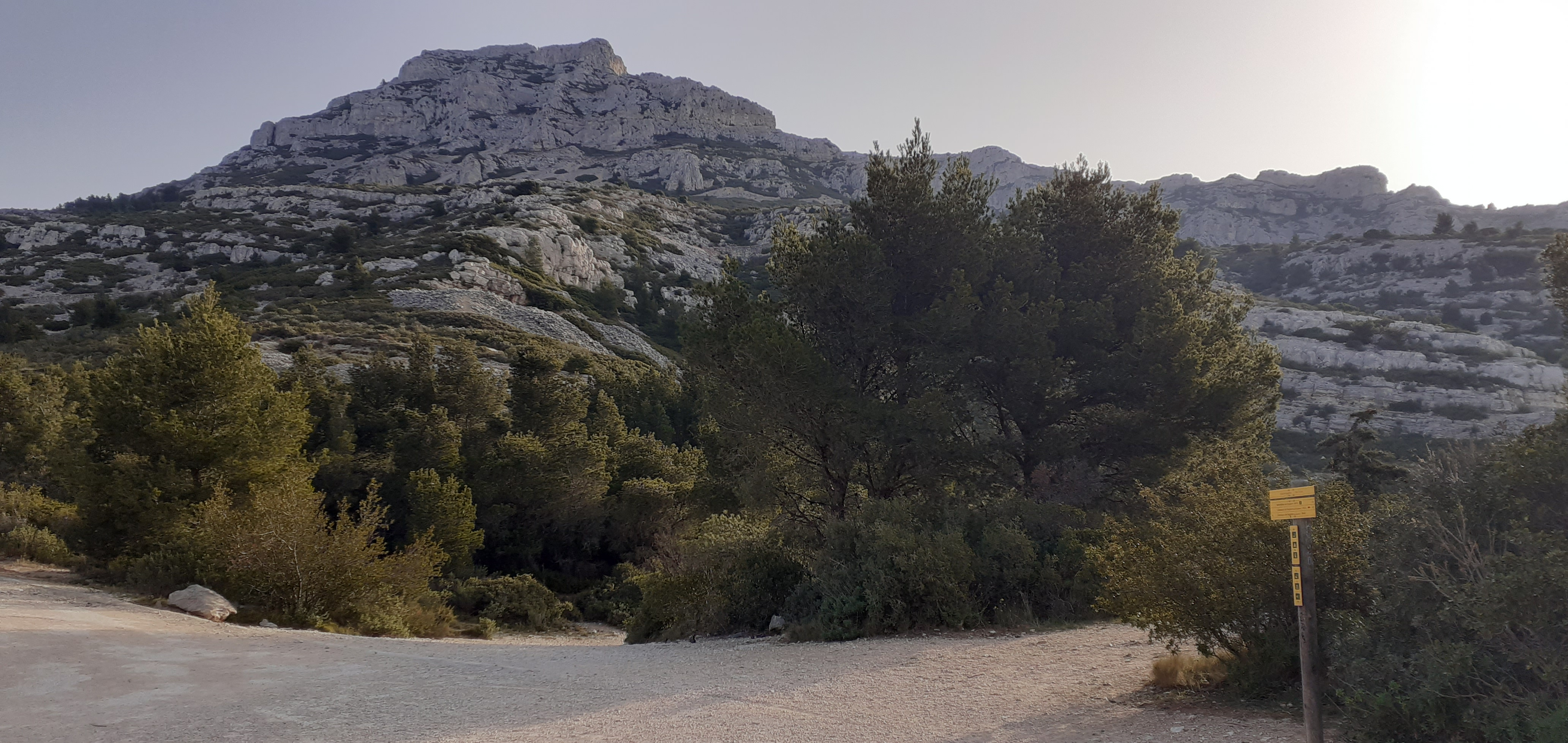
Le col de Sugiton carrefour de nombreux sentiers au premier plan et le mont Puget en fond de tableau.

Cette calanque est surnommée en provençal "rafrège cuou" en raison de la fraîcheur de l'eau qui résulte de l'action conjuguée du mistral, de sa situation encaissée, toujours à l'ombre, mais aussi des sources d'eau très fraîche qui s'y déversent,.

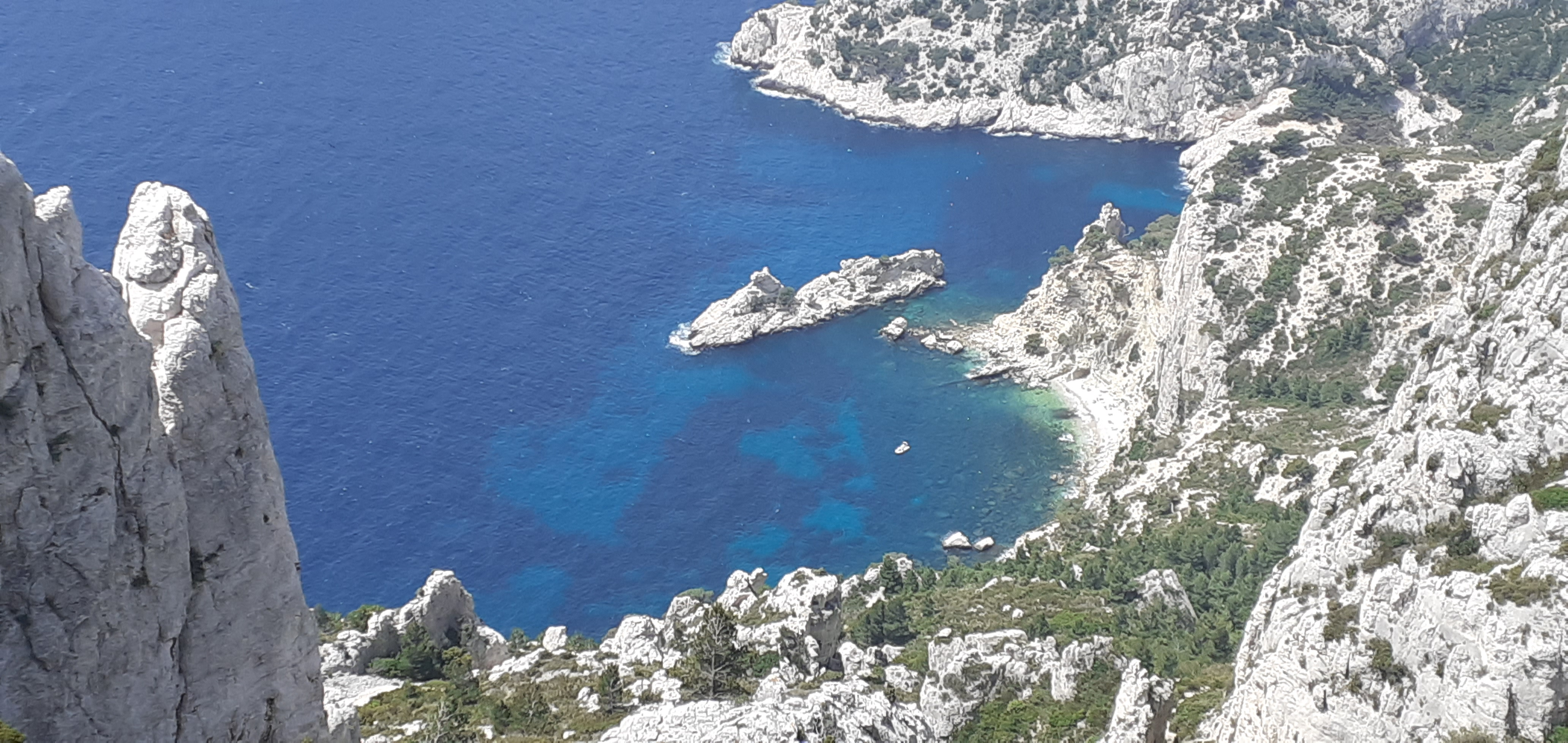
Vue plongeante sur le rocher du Torpilleur, la calanque des Pierres-Tombées située à droite du bateau et vue partielle de la calanque de Sugiton en haut à droite.

La calanque des Pierres-Tombées, qui doit son nom à l'enchevêtrement d'énormes blocs de rocher sur la plage, se trouve dans le prolongement de celle-ci vers l'est ; son accès a été interdit en février 2006 par arrêté municipal à la suite d'un éboulement mortel. Son accès est à nouveau autorisé. Cependant, en raison de la surfréquentation de ce site qui provoque l'érosion des sols et le piétinement de la flore, avec des pics de fréquentation à 4 000 randonneurs et baigneurs quotidiens, le parc a instauré pour la période estivale 2022 un quota de visiteurs pour cette calanque et celle de Sugiton avec un système de réservation effectuée sur internet à partir du 26 juin 2022. Ce principe est renouvelé à l'été 2023, avec 400 permis distribués tous les jours, les deux derniers week-ends de juin, les deux premiers de septembre et durant tout juillet et août, mesure "budgétisée à 120000 euros".

## Accès
L'accès à la calanque de Sugiton, réglementé par l'Office national des forêts qui peut prendre la décision de fermer les chemins en cas de risques élevés d'incendie, se fait par la mer ou à pied depuis le site de Luminy, par un chemin balisé via le col de Sugiton ou depuis la calanque de Morgiou. La durée du parcours pédestre, relativement pentu à partir du col, est d'environ une heure.

## Localisation

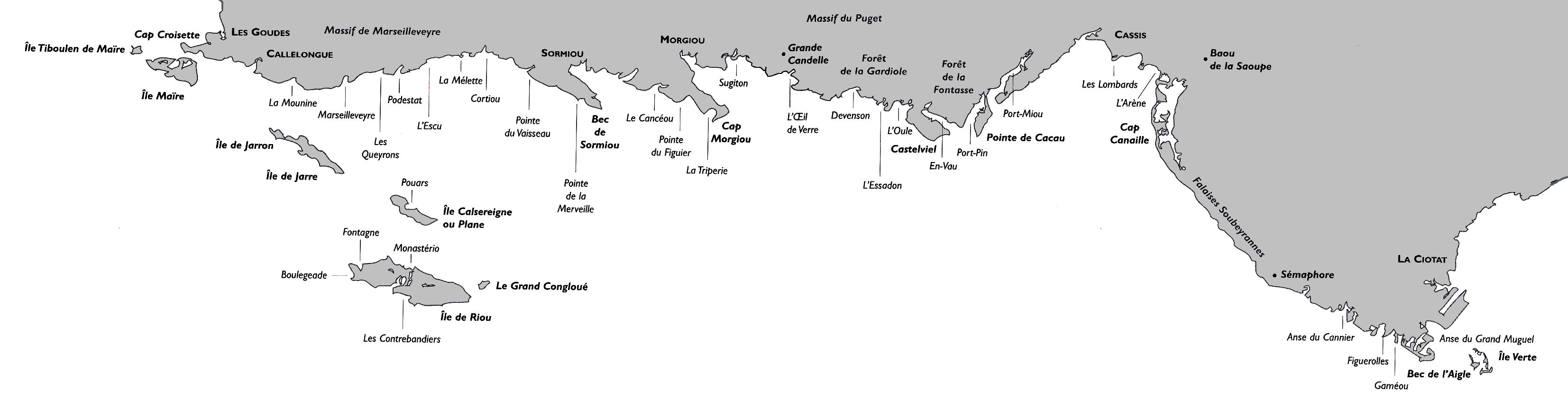
Les calanques de Marseille

## Galerie de photos

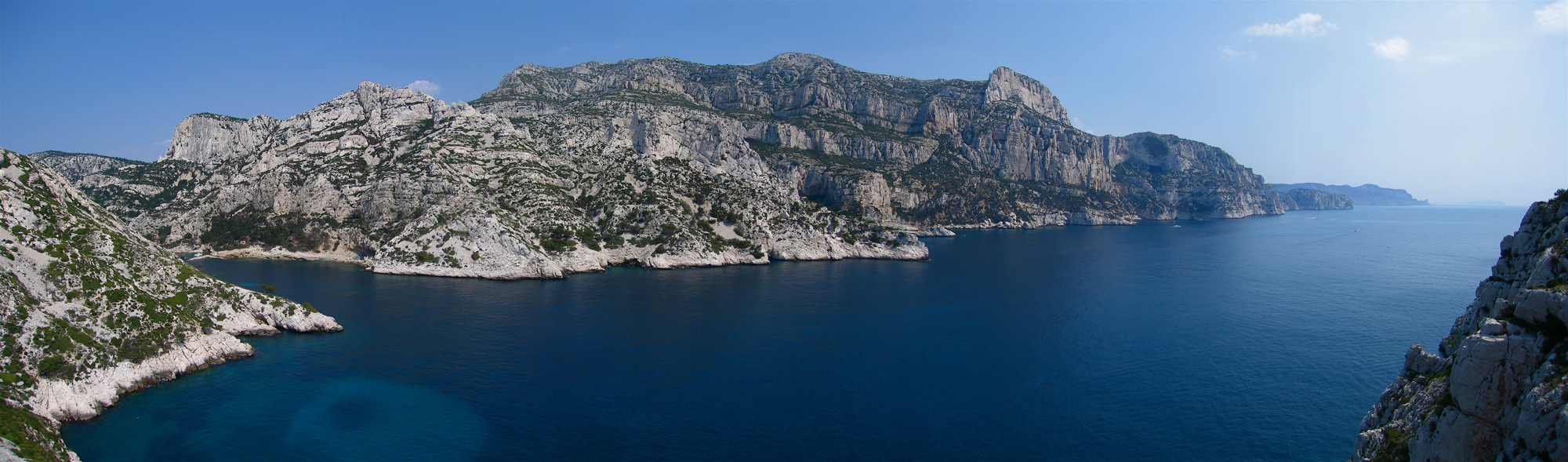
Calanques de Morgiou et de Calanque de Sugiton.
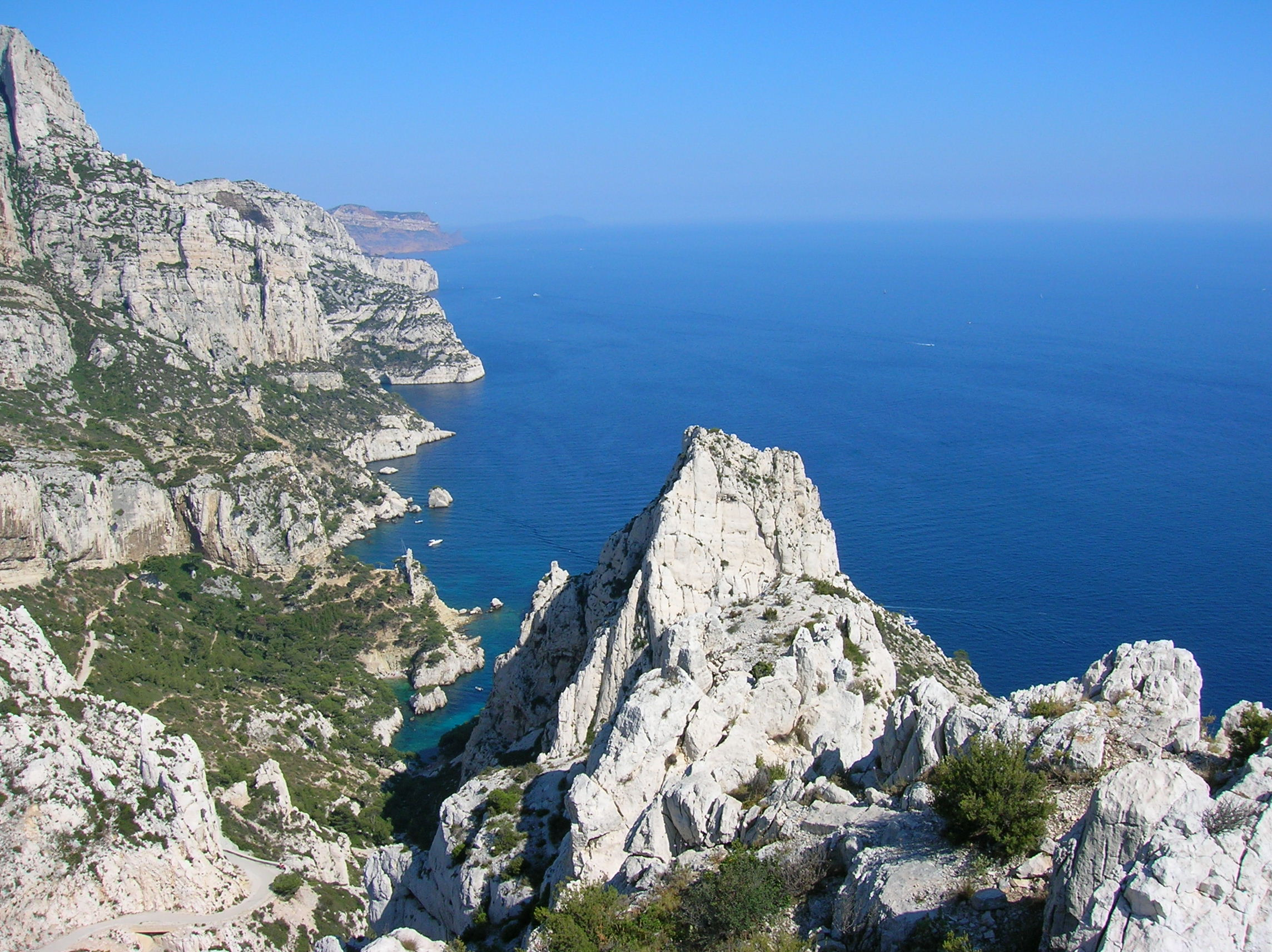
Vue de la calanque de Sugiton depuis le belvédère
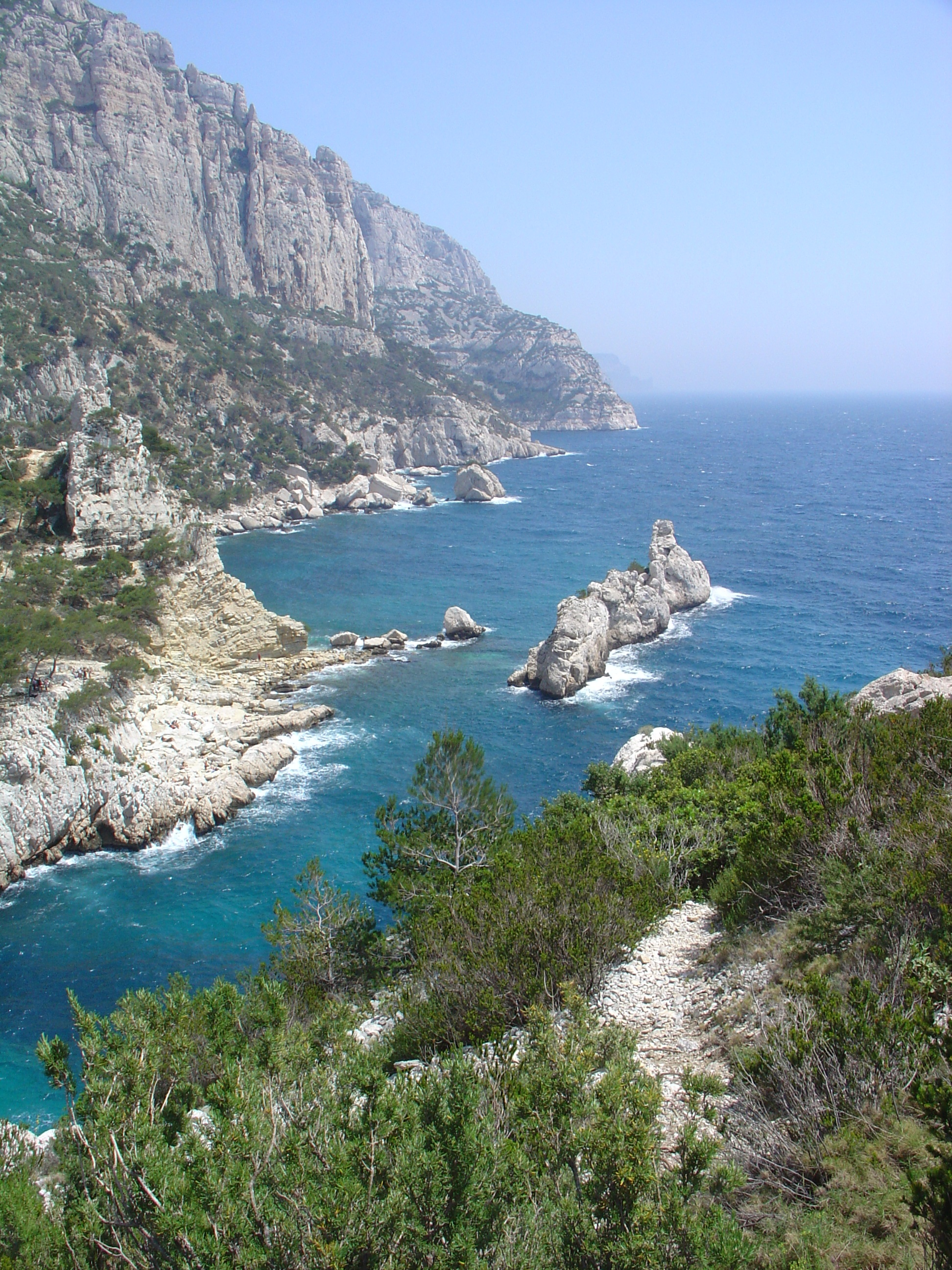
Le Rocher du Torpilleur
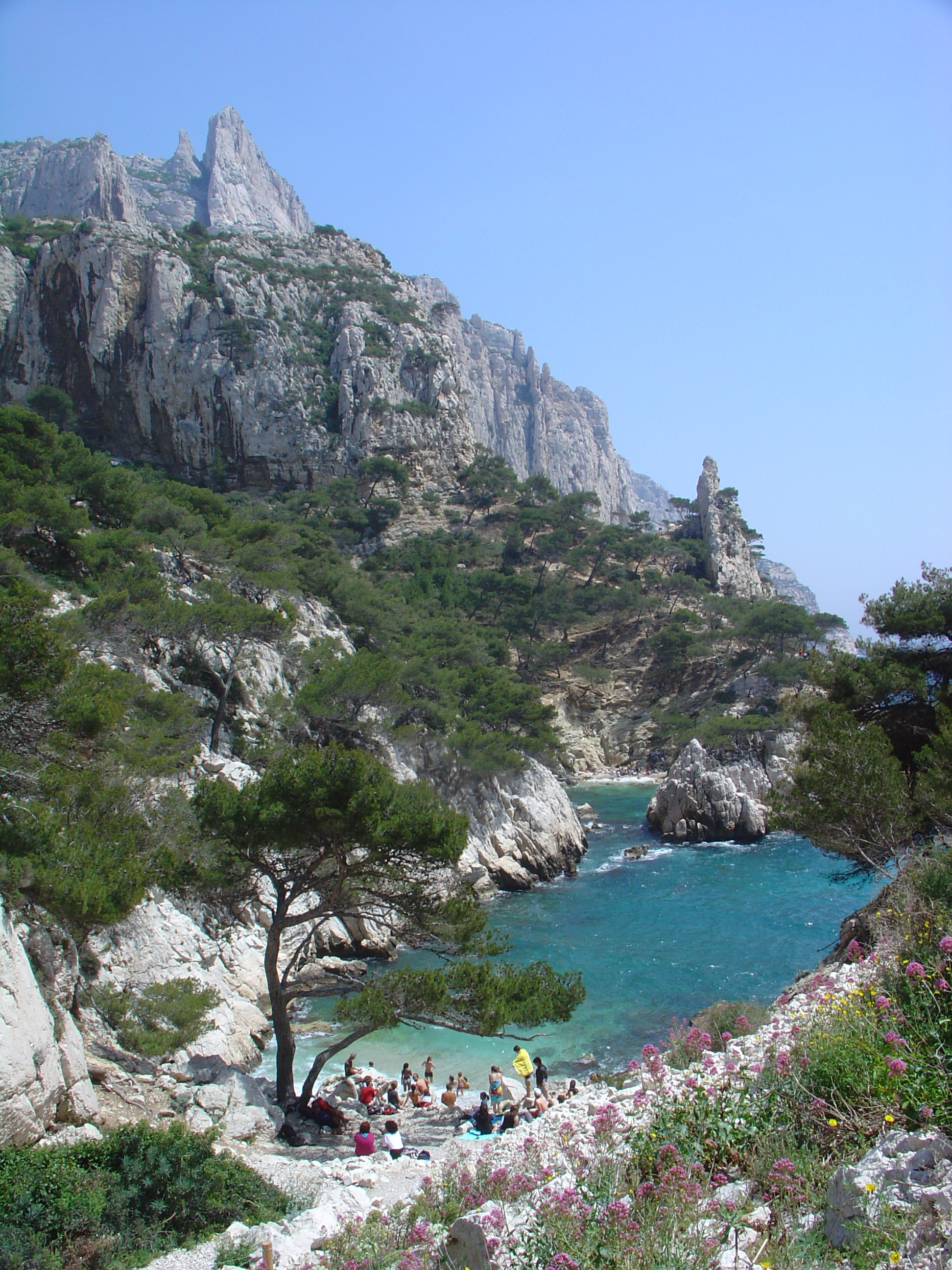
Une plage au fond de la calanque de Sugiton
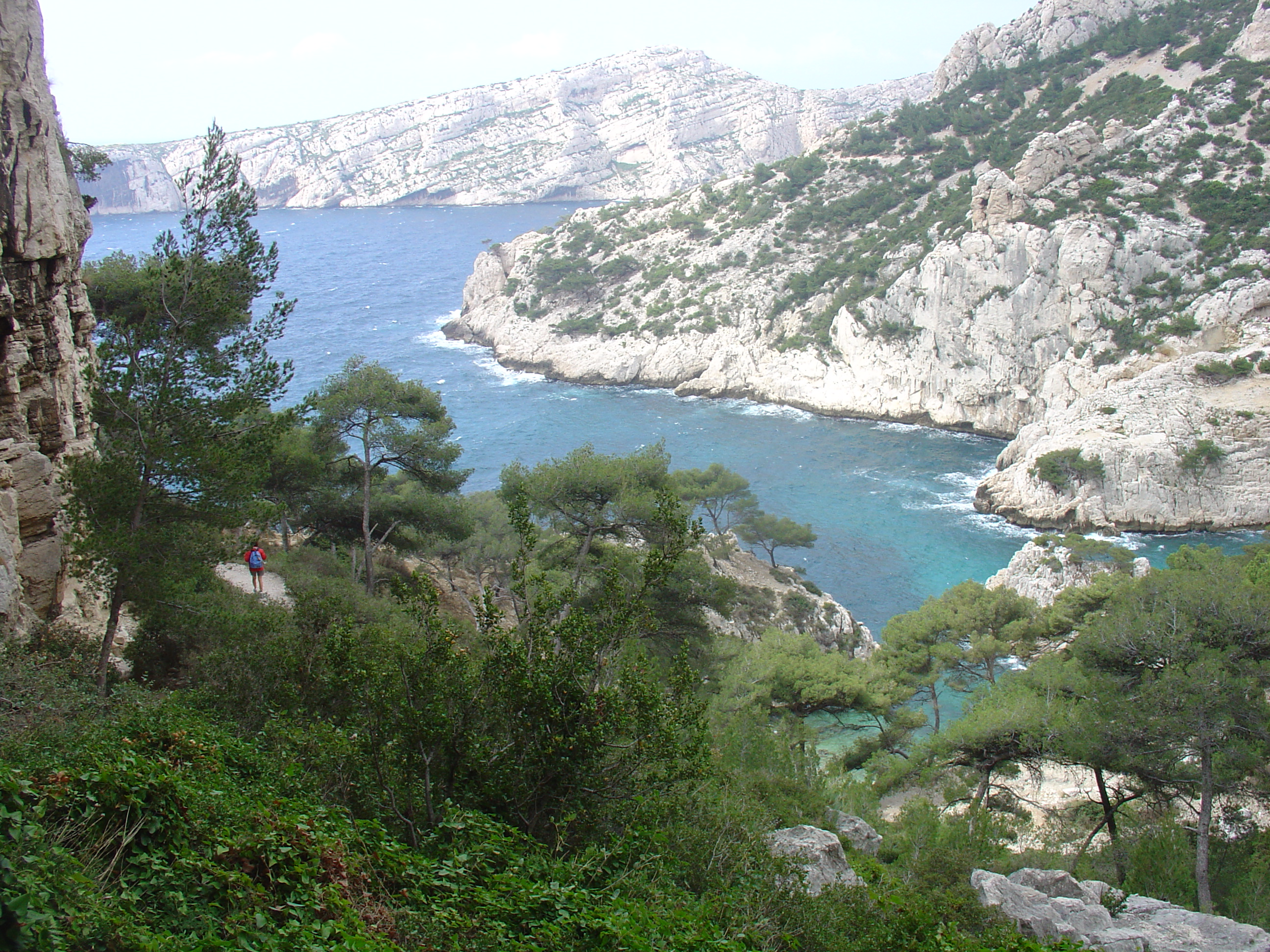
La calanque de Sugiton vue du sentier y descendant